# Les Chemins de la vie
Pour plus de détails, voir Fiche technique et Distribution.
Pour les articles homonymes, voir Le Chemin de la vie.
Les Chemins de la vie (Na Estrada da Vida) est un film brésilien réalisé par Nelson Pereira dos Santos, sorti en 1983.

## Synopsis
L'histoire des chanteurs José Rico et Milionário qui forment un duo de musique sertaneja.

## Fiche technique
- Titre français : Les Chemins de la vie
- Réalisation : Nelson Pereira dos Santos
- Scénario : Chico de Assis
- Pays d'origine : Brésil
- Format : Couleurs - 35 mm - Mono
- Genre : comédie musicale
- Durée : 100 minutes
- Date de sortie : 1983

## Distribution
- Sílvia Leblon : Isabel
- Nádia Lippi : Madalena
- Milionário : Milionário
- Zé Rico : Zé Rico
- Turíbio Ruiz : Pedro